# Phoroncidia pukeiwa
Phoroncidia pukeiwa är en spindelart som först beskrevs av Marples 1955.  Phoroncidia pukeiwa ingår i släktet Phoroncidia och familjen klotspindlar. Inga underarter finns listade i Catalogue of Life.